# منطقه کلان‌شهری میامی
منطقه کلان‌شهری میامی (به انگلیسی: Miami metropolitan area) یک منطقه آماری کلان‌شهری در ایالات متحده آمریکا است که در فلوریدا واقع شده‌است. منطقه کلان‌شهری میامی در سال ۲۰۱۷ با جمعیت ۶٬۱۵۸٬۸۲۴ نفر پرجمعیت‌ترین ناحیه فلوریدا و بزرگ‌ترین منطقه شهری در جنوب شرقی ایالات‌متحده آمریکا است. منطقه کلانشهری «میامی» که به نام ناحیه میامی بزرگ‌تر یا فلوریدا شناخته می‌شود، بزرگ‌ترین منطقه شهری در جهان و هفتمین منطقه شهری در ایالات‌متحده آمریکا نیز به حساب می‌آید. این منطقه کاملاً در بخش جنوبی ایالت متحده آمریکا قرار دارد. این شهر دریک مسافت ۱۲۰ مایلی از شمال به جنوب ادامه دارد. ناحیه شهری توسط اداره مدیریت و به عنوان ساحل میامی - فورت بیچ، فلوریدا و شهرستان پام بیچ، فلوریدا برای اهداف آماری توسط اداره آمار متحده استفاده می‌شود. آژانس‌های r. مساحت آن ۶٬۱۳۷ مایل مربع است. این شهر در سال ۲۰۱۶ با جمعیت تخمینی ۶٬۷۲۳٬۴۷۲ نفر برآورد شده‌است. این شامل چهار بخش دیگر از جمله شهرستان مارتین، فلوریدا، شهرستان سنت لوسی، فلوریدا، شهرستان ایندیان ریور، فلوریدا، و شهرستان اوکیچوبی، فلوریدا می‌شود. از آنجا که جمعیت جنوب فلوریدا تا حد زیادی محدود به نواری از زمین‌های بین اقیانوس اطلس و اورگلیدز امتداد دارد، اما در برخی مناطق فقط گسترده (شرق تا غرب). منطقه آماری شهری میامی بیشتر از هر منطقه شهری دیگر در آمریکا است. ایالات‌متحده همچنین در منطقه کلان‌شهری نیویورک قرار دارد. این شهر در سرشماری سال ۲۰۰۰ میلادی، بیشترین نفر جمعیت را داشته‌است. در سرشماری سال ۲۰۰۰، جمعیت این شهر اعلام شد ۴٬۹۱۹٬۰۳۶ نفر بوده‌است. یعنی ۱٬۷۰۱٫۷ نفر مابازای به ازای هر کیلومتر مربع). میامی و هیالیا، فلوریدا (دومین شهر بزرگ در منطقه شهری) دارای تراکم جمعیتی بیش از ۱۰٬۰۰۰ متر مربع (بیش از ۳۸۰۰ نفر در هر کیلومتر مربع) بوده‌است. این شهر در سرشماری سال ۲۰۱۰ میلادی، چهارمین شهر پر جمعیت را داشته‌است. ناحیه شهری میامی همچنین شامل چندین منطقه شهری در ایالات‌متحده آمریکا است که در سرشماری سال ۲۰۰۰ میلادی به عنوان بخشی از مناطق شهرنشین میامی به حساب نمی‌آید. مثل بل گلید، فلوریدا که در مساحت ۲۰۷۱۷۴۳۳متر مربع جمعیتی بالغ بر ۲۴۲۱۸ نفر دارد، کی بیسکین، فلوریدا با جمعیتی برابر با ۱۰۵۱۳ نفر در مساحتی به اندازه ۴۹۲۴۲۱۴ متر مربع. یا ردلند فلوریدا با جمعیتی برابر با ۳۹۳۶ در مساحتی برابر با ۱۰۵۸۶۲۱۲ متر مربع و غلظت جمعیتی ۳۹۳ نفر در هر مایل مربع و ژوپیتر فلوریدا با جمعیتی برابر با ۸۹۹۸ نفر در مساحتی به اندازه ۲۴۷۳۷۱۷۶ متر مربع با غلظت جمعیتی ۹۴۲٫۱ در هر مایل مربع قرار دارد.

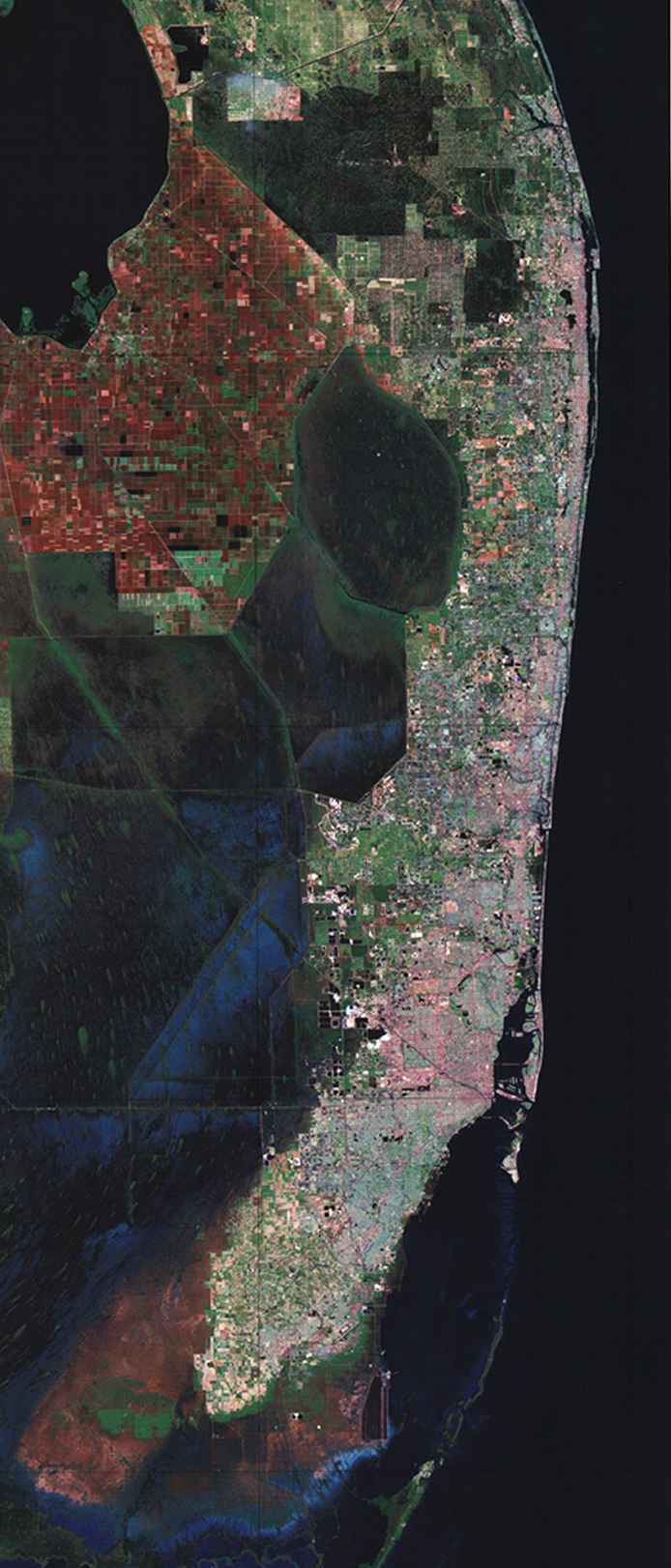
تصاویر ماهواره ای از منطقه متروپولیتن میامی

## تقسیمات متروپولیتن
منطقه شهری میامی شامل سه منطقه کلان‌شهری ایالات متحده است که سه منطقه را به سه بخش تقسیم می‌کند: میامی- شهرستان داد، شهرستان بروارد و شهرستان پالم بیچ.
| بخشهای منطقه کلان‌شهری میامی        | ۲۰۰۰ جمعیت | ۲۰۱۰ جمعیت | ۲۰۱۷ جمعیت | % تغییر (۲۰۱۰ به ۲۰۱۷) |
| ---------------------------------- | ---------- | ---------- | ---------- | ---------------------- |
| میامی (میامی- شهرستان داد)         | ۲٬۲۵۳٬۳۶۲  | ۲٬۴۹۶٬۴۳۵  | ۲٬۷۵۱٬۷۹۶  | +۱۰٫۲۳٪                |
| ساحل دیرفیلد (شهرستان بروارد)      | ۱٬۶۲۳٬۰۱۸  | ۱٬۷۴۸٬۰۶۶  | ۱٬۹۳۵٬۸۷۸  | +۱۰٫۷۴٪                |
| ساحل پالم غربی (شهرستان ساحل پالم) | ۱٬۱۳۱٬۱۸۴  | ۱٬۳۲۰٬۱۳۴  | ۱٬۴۷۱٬۱۵۰  | +۱۱٫۴۴٪                |
|                                    | ۵٬۰۰۷٬۵۶۴  | ۵٬۵۶۴٬۶۳۵  | ۶٬۱۵۸٬۸۲۴  | +۱۰٫۶۸٪                |

## شهرها

### شهرهای بزرگ

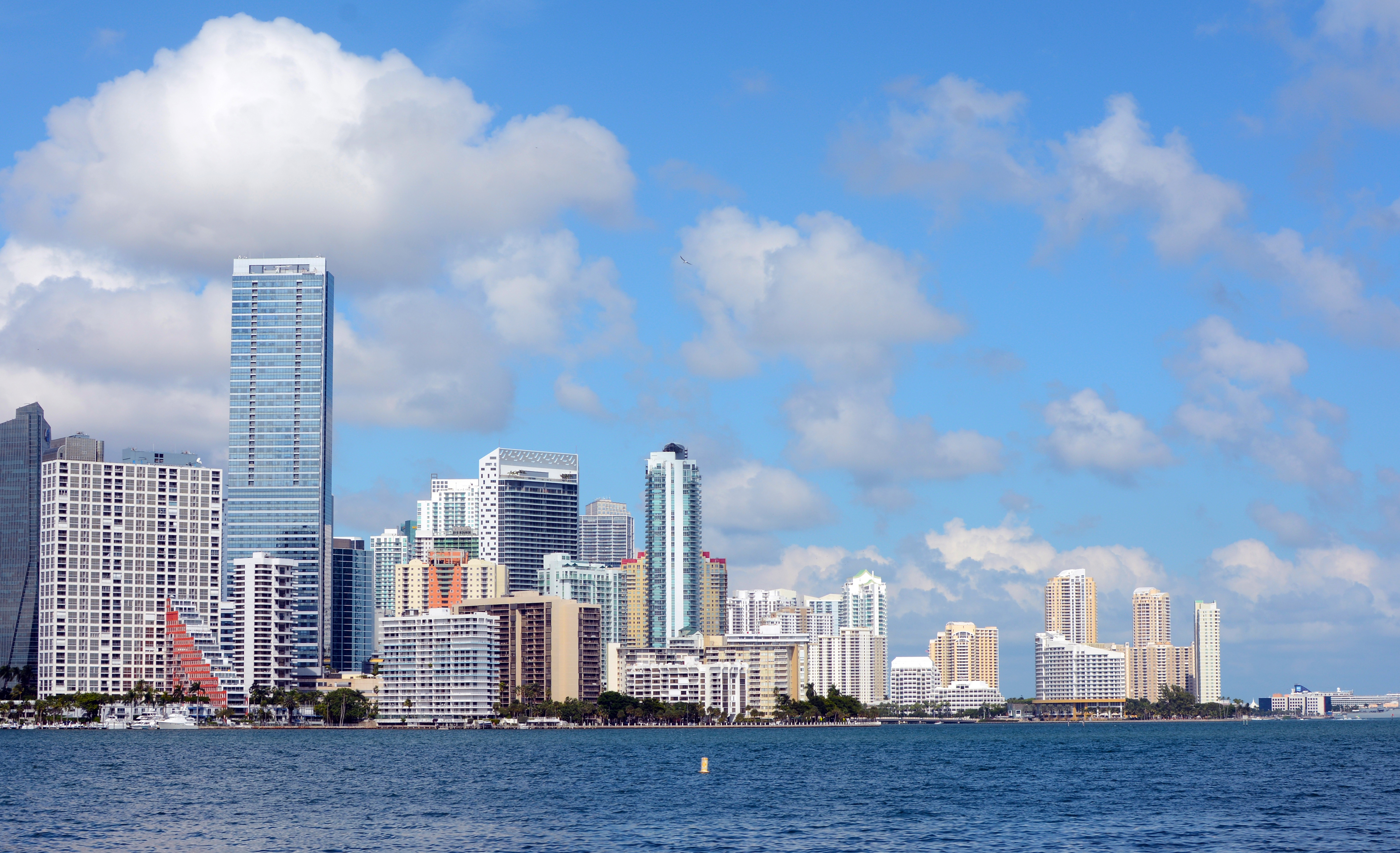
میامی

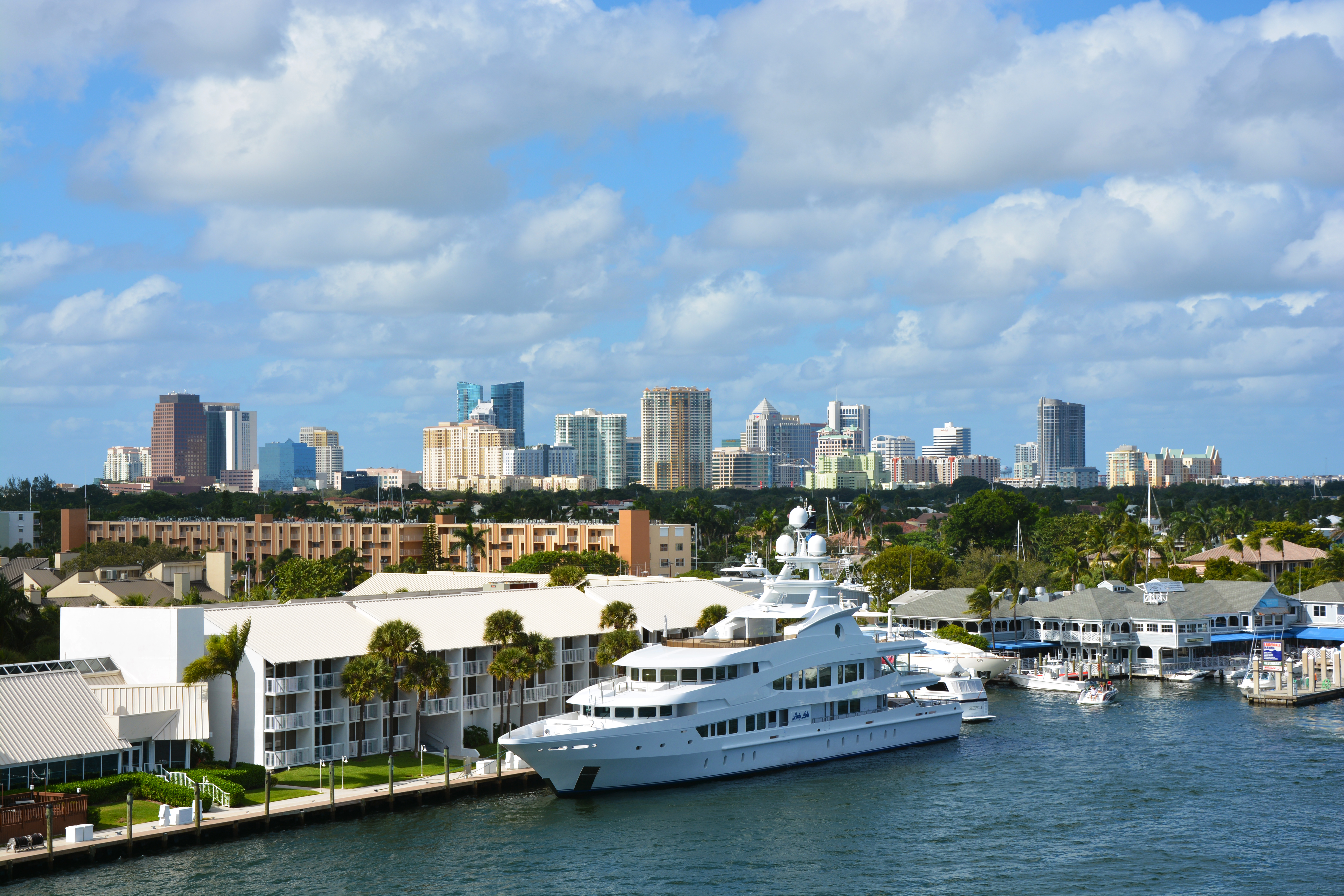
فورت لاودردیل

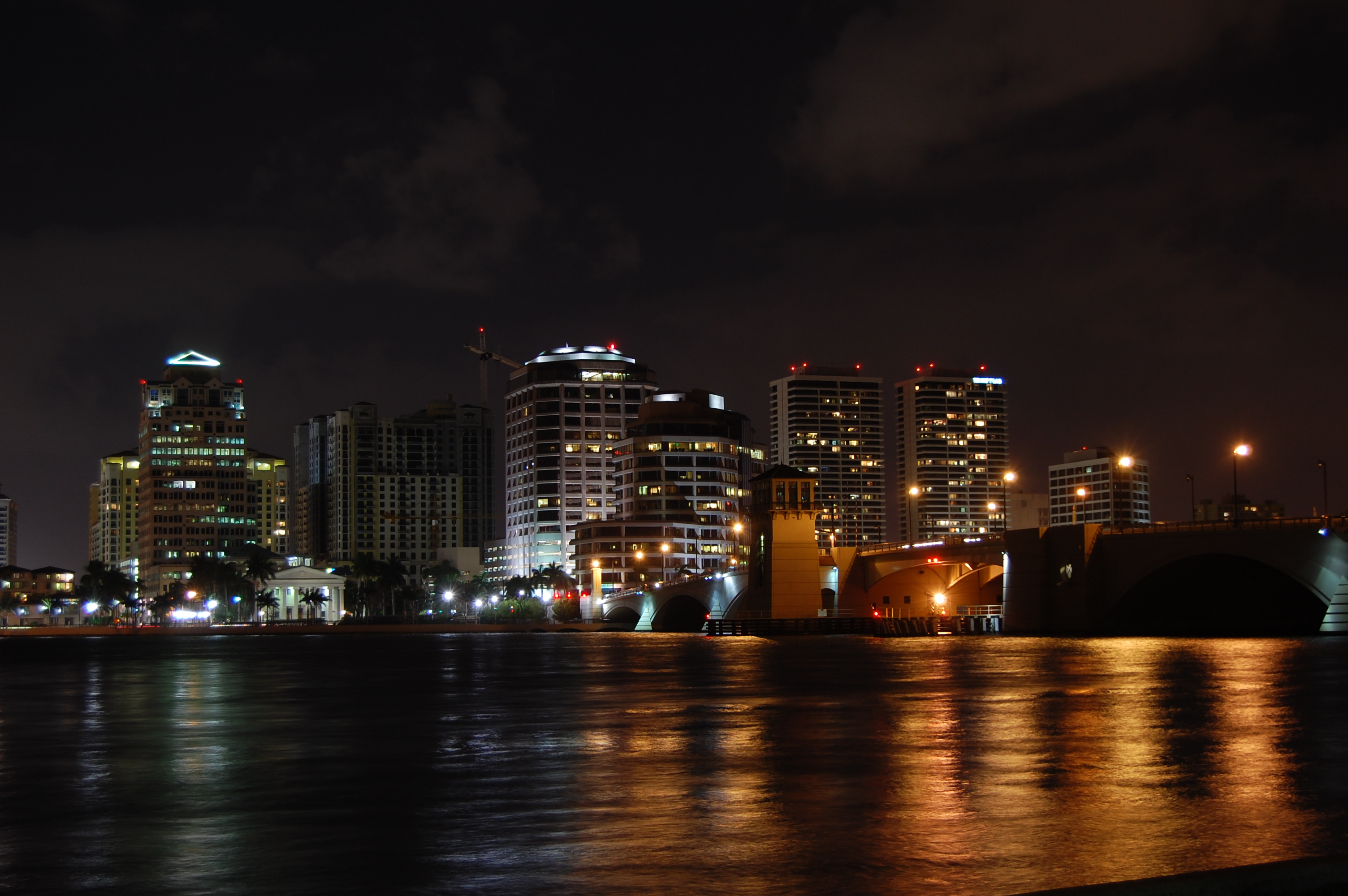
ساحل غربی پالم

در زیر لیستی از بیست تا از بزرگترین شهرهای منطقه کلان‌شهر میامی براساس جمعیت رتبه‌بندی شده‌است.
| رتبه | شهر                  | شهرستان    | ۲۰۰۰ جمعیت | ۲۰۱۰ جمعیت | ۲۰۱۶ جمعیت | ۲۰۱۰ به ۲۰۱۶ % تغییر |
| ---- | -------------------- | ---------- | ---------- | ---------- | ---------- | -------------------- |
| ۱    | میامی                | میامی-دید  | ۳۶۲٬۴۷۰    | ۳۹۹٬۴۵۷    | ۴۵۳٬۵۷۹    | +۱۳٫۵۵٪              |
| ۲    | هیالیا، فلوریدا      | میامی-دید  | ۲۲۶٬۴۱۹    | ۲۲۴٬۶۶۹    | ۲۳۶٬۳۸۷    | +۵٫۲۲٪               |
| ۳    | فورت لادردیل         | براوارد    | ۱۵۲٬۳۹۷    | ۱۶۵٬۵۲۱    | ۱۷۸٬۷۵۲    | +۷٫۹۹٪               |
| ۴    | پمبروک پاینز         | براوارد    | ۱۳۷٬۴۲۷    | ۱۵۴٬۷۵۰    | ۱۶۸٬۵۸۷    | +۸٫۹۴٪               |
| ۵    | هالیوود              | براوارد    | ۱۳۹٬۳۵۷    | ۱۴۰٬۷۶۸    | ۱۵۱٬۹۹۸    | +۷٫۹۸٪               |
| ۶    | میرامار              | براوارد    | ۷۲٬۷۳۹     | ۱۲۲٬۰۴۱    | ۱۳۸٬۴۴۹    | +۱۳٫۴۴٪              |
| ۷    | کورال اسپرینگز       | براوارد    | ۱۱۷٬۵۴۹    | ۱۲۱٬۰۹۶    | ۱۳۰٬۰۵۹    | +۷٫۴۰٪               |
| ۸    | میامی گاردنز         | میامی- دید | ۱۰۰٬۷۵۸    | ۱۰۷٬۱۶۷    | ۱۱۳٬۰۵۸    | +۵٫۵۰٪               |
| ۹    | پومپانو بیچ          | براوارد    | ۷۸٬۱۹۱     | ۹۹٬۸۴۵     | ۱۰۹٬۳۹۳    | +۹٫۵۶٪               |
| ۱۰   | وست پام بیچ          | پام بیچ    | ۸۲٬۱۰۳     | ۹۹٬۹۱۹     | ۱۰۸٬۱۶۱    | +۸٫۲۵٪               |
| ۱۱   | دیوی                 | براوارد    | ۷۵٬۷۲۰     | ۹۱٬۹۲۲     | ۱۰۱٬۸۷۱    | +۱۰٫۸۲٪              |
| ۱۲   | بوکا راتون           | پام بیچ    | 74,764     | ۸۴٬۳۹۲     | ۹۶٬۱۱۴     | +۱۳٫۸۹٪              |
| ۱۳   | سانرایز              | براوارد    | ۸۵٬۷۷۹     | ۸۴٬۴۳۹     | ۹۳٬۷۳۴     | +۱۱٫۰۱٪              |
| ۱۴   | پلنتیشن، فلوریدا     | براوارد    | ۸۲٬۹۳۴     | ۸۴٬۹۵۵     | ۹۲٬۷۰۶     | +۹٫۱۲٪               |
| ۱۵   | میامی بیچ، فلوریدا   | میامی-دید  | ۸۷٬۹۳۳     | ۸۷٬۷۷۹     | ۹۱٬۹۱۷     | +۴٫۷۱٪               |
| ۱۶   | دیرفیلد بیچ، فلوریدا | براوارد    | ۶۴٬۵۸۳     | ۷۵٬۰۱۸     | ۷۹٬۷۶۴     | +۶٫۳۳٪               |
| ۱۷   | بوینتون بیچ، فلوریدا | پام بیچ    | ۶۰٬۳۸۹     | ۶۸٬۲۱۷     | ۷۵٬۵۶۹     | +۱۰٫۷۸٪              |
| ۱۸   | لودرهیل، فلوریدا     | براوارد    | ۵۷٬۵۸۵     | ۶۶٬۸۸۷     | ۷۱٬۶۲۶     | +۷٫۰۹٪               |
| ۱۹   | وستون، فلوریدا       | براوارد    | ۴۹٬۲۵۱     | ۶۵٬۳۳۳     | ۷۰٬۰۱۵     | +۷٫۱۷٪               |
| ۲۰   | هومستد               | میامی-دید  | ۳۱٬۹۰۹     | ۶۰٬۵۱۲     | ۶۷٬۹۹۶     | +۱۲٫۳۷٪              |

### مناطقی که بین ۱۰۰۰۰تا ۱۰۰۰۰۰ساکن هستند
- اونتورا
- بل گلید
- بوکا دل مار
- بوکا راتون
- بوینتون بیچ
- براونزویل
- کوکونات کریک
- کوپر سیتی
- کورال گیبلز
- کورال ترس
- کانتری کلاب
- کانتری واک
- کاتلر بی
- دانیا بیچ
- دیرفیلد بیچ
- دلری بیچ
- دورال
- فلوریدا سیتی
- فونتین‌بلو
- گلیدویو
- گلنوار هایتس، فلوریدا
- گولدز
- گرین‌اکرز
- هالاندیل بیچ
- همپتونز ات بوکا رتون، فلوریدا
- هیالیا گاردنز، فلوریدا
- هومستد
- آیوز استیتس
- ژوپیتر، فلوریدا
- کندیل لیکس، فلوریدا
- کندال‌وست
- کندال
- کی بیسکین
- کینگز پوینت
- لیک ورث کوریدور، فلوریدا
- لیک ورث، فلوریدا
- لودردیل لیکس
- لودرهیل، فلوریدا
- لیژر سیتی
- لایتهاوس پوینت
- مارگیت
- میامی بیچ
- میامی لیکس
- میامی شورز، فلوریدا
- میامی اسپرینگز
- نورث لودرلیل
- نورث میامی بیچ، فلوریدا
- نورث میامی
- نورث پام بیچ
- اوکلند پارک
- اوجوس
- الیمپیا هایتس
- اوپا-بوکا
- پالم بیچ گاردنز، فلوریدا
- پالم بیچ
- پالم اسپرینگز
- پالمتو بی
- پالماتو استیتس
- پارک لندن
- پاینکرست
- پاینوود
- پلنتیشن
- پرینستون
- ریچموند غرب
- ریویرا بیچ
- رویال پام بیچ، فلوریدا
- سندالفوت کوو، فلوریدا
- ساوت میامی هایتس
- میامی جنوبی
- جزیره سانی بیچ
- سانرایز، فلوریدا
- ساون‌ست
- سوئیت‌واتر، فلوریدا، سوئیت‌واتر
- تاماراک
- تامیامی
- کراسینگ
- هاموکس
- پارک دانشگاه
- ولینگتون
- وست لیتل ریور
- وستپارک
- وستچستر
- وستون
- وستوود لیکس
- ویلتون منورز

### مناطق کمتر از ۱۰۰۰۰ ساکن
- آتلانتیس، فلوریدا
- بال هاربر، فلوریدا
- بی هاربر آیلندز، فلوریدا
- بل گلید کمپ، فلوریدا
- بیسکین پارک، فلوریدا
- بوکا پوینت، فلوریدا
- بولوارد گاردنز، فلوریدا
- برینی بریزز، فلوریدا
- برادویوپارک، فلوریدا
- کانال پوینت، فلوریدا
- سنچری ویلیج، فلوریدا
- سایپ‌رس لیک، فلوریدا
- دونز رود، فلوریدا
- ال پورتال، فلوریدا
- فیشر ایلند، فلوریدا
- فرانکلین پارک، فلوریدا
- گلن ریج، فلوریدا
- گلدن بیچ، فلوریدا
- گولدن لیکس، فلوریدا
- گلدن بیچ، فلوریدا
- گلف، فلوریدا
- گالف استریم، فلوریدا
- گان کلاب استیتس، فلوریدا
- هاورهیل
- های پوینت، شهرستان پام بیچ، فلوریدا
- هایلند بیچ، فلوریدا
- هیلسبورو بیچ، فلوریدا

## نگارخانه

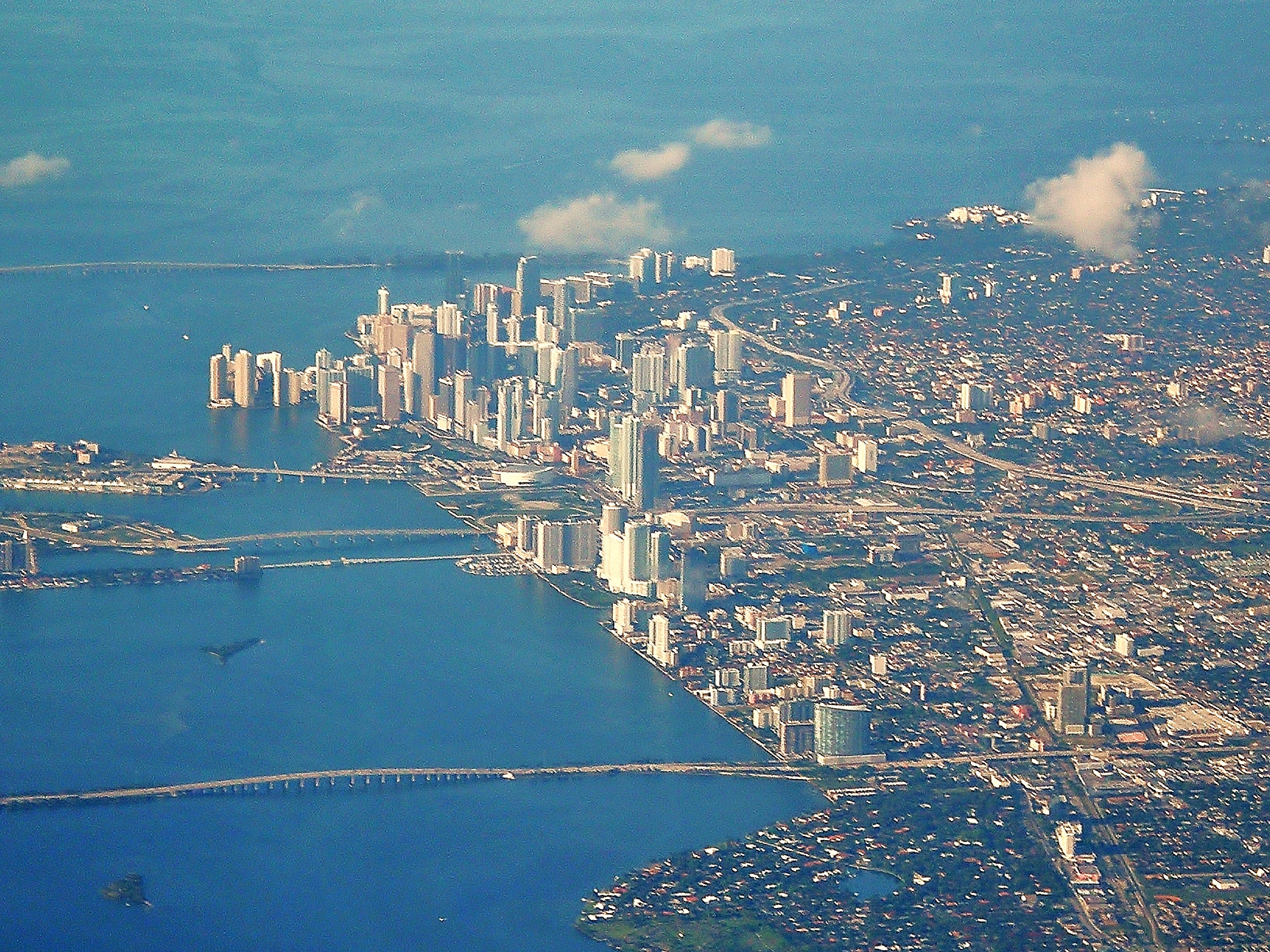
تصویر هوایی مرکز شهر میامی
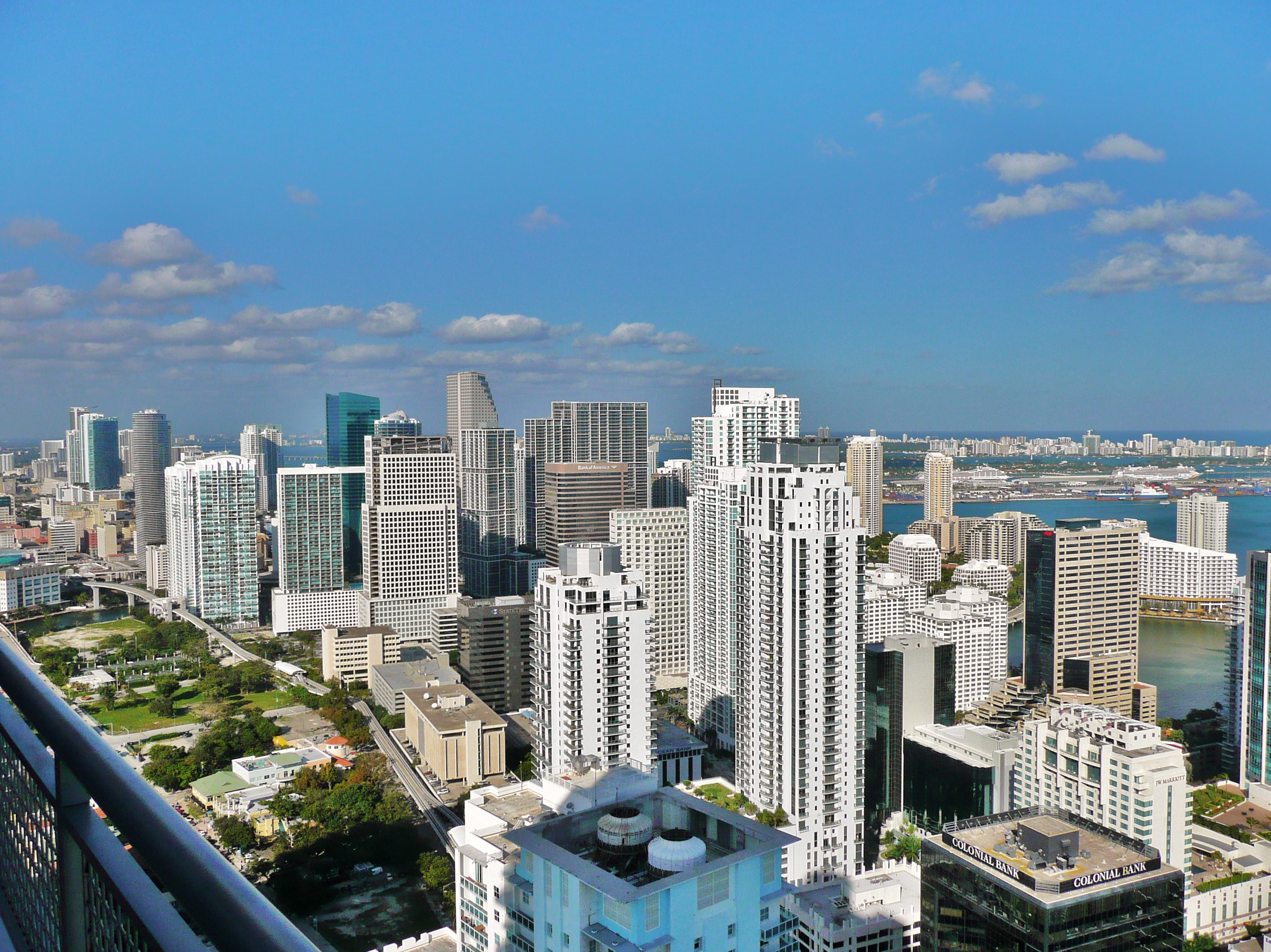
محله شهری بریکل در مرکز شهر میامی شامل بزرگترین تمرکز بانک‌های بین‌المللی در ایالات متحده است.
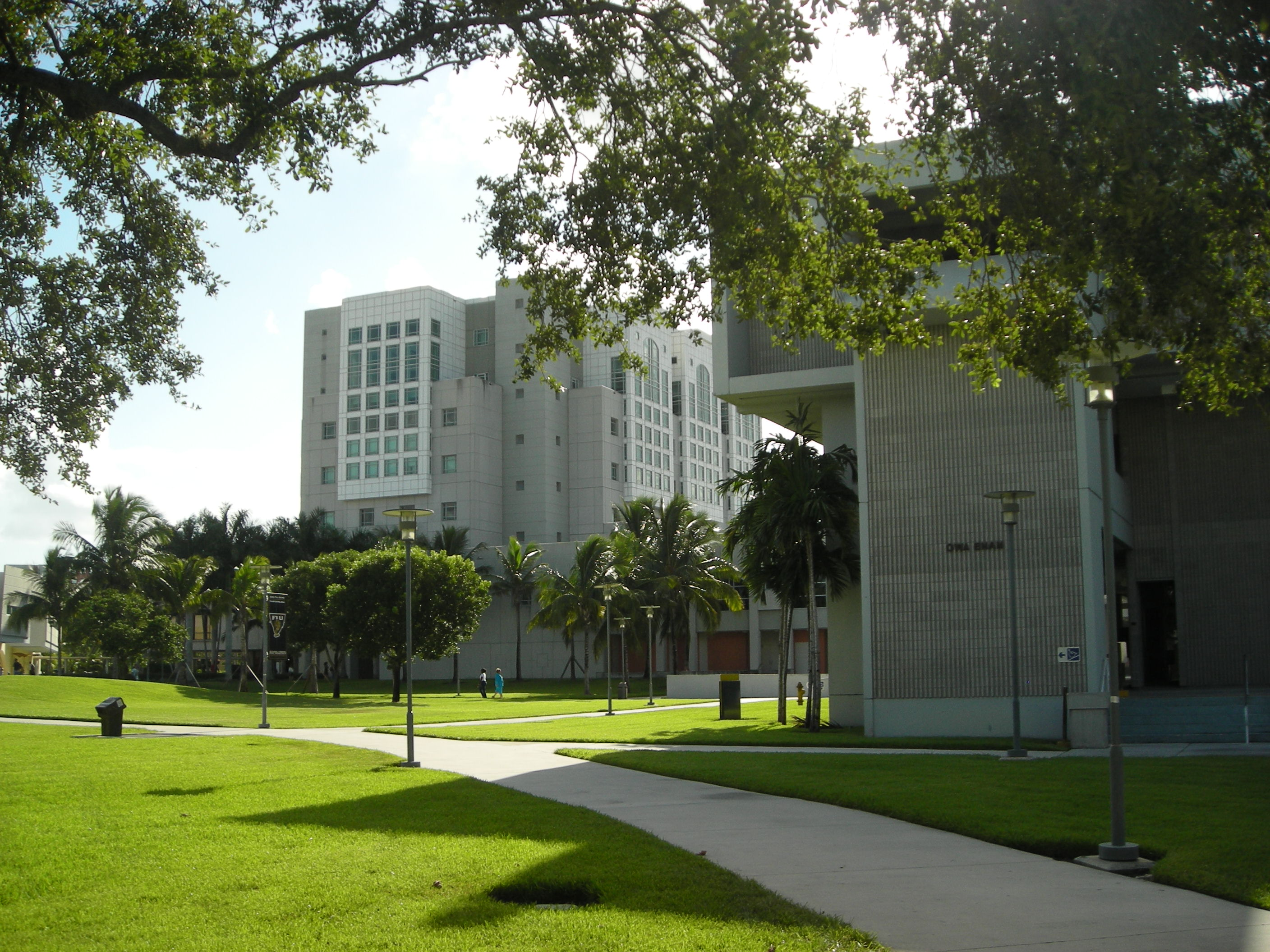
دانشگاه بین‌المللی فلوریدا
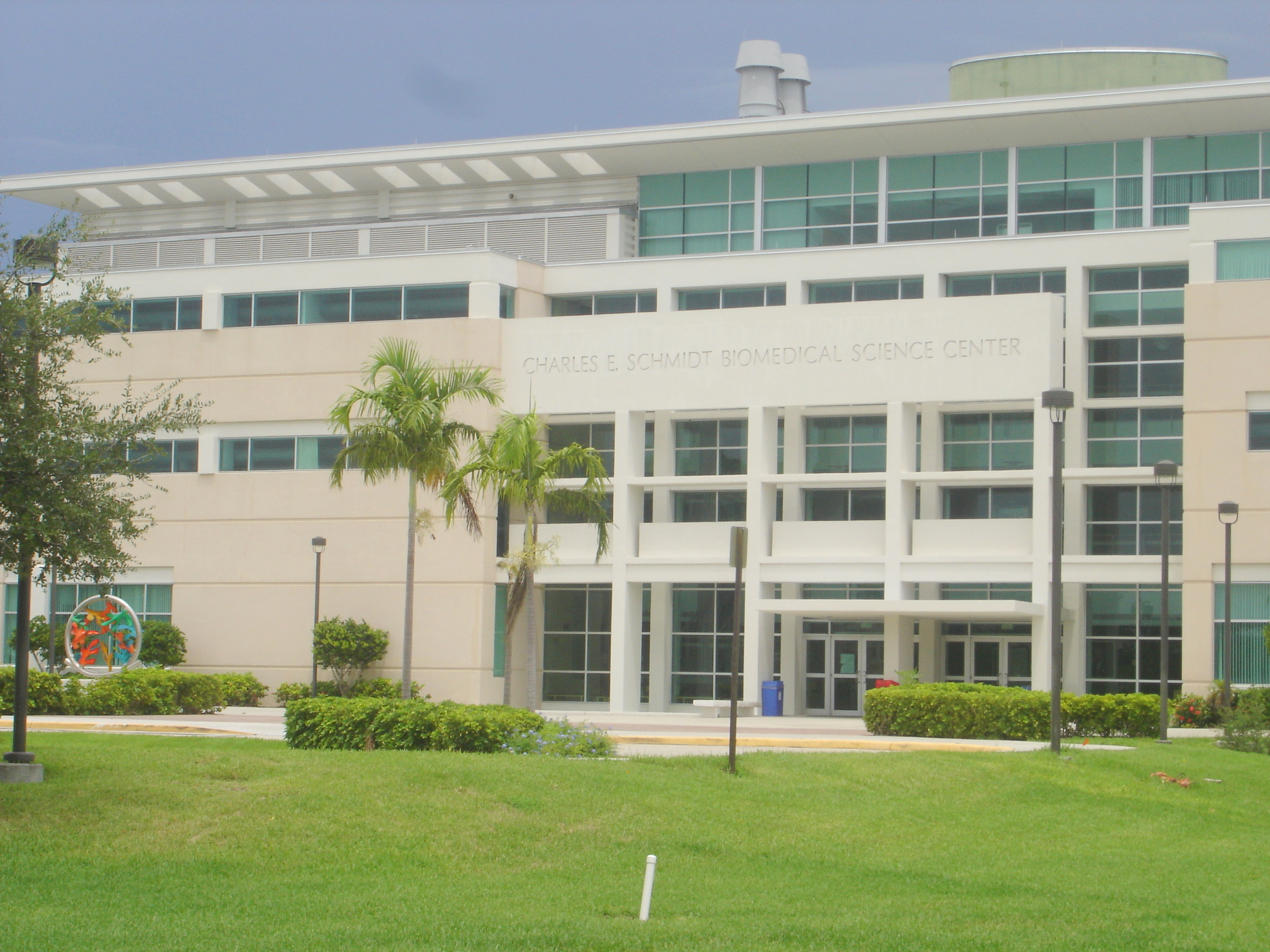
دانشگاه آتلانتیک فلوریدا
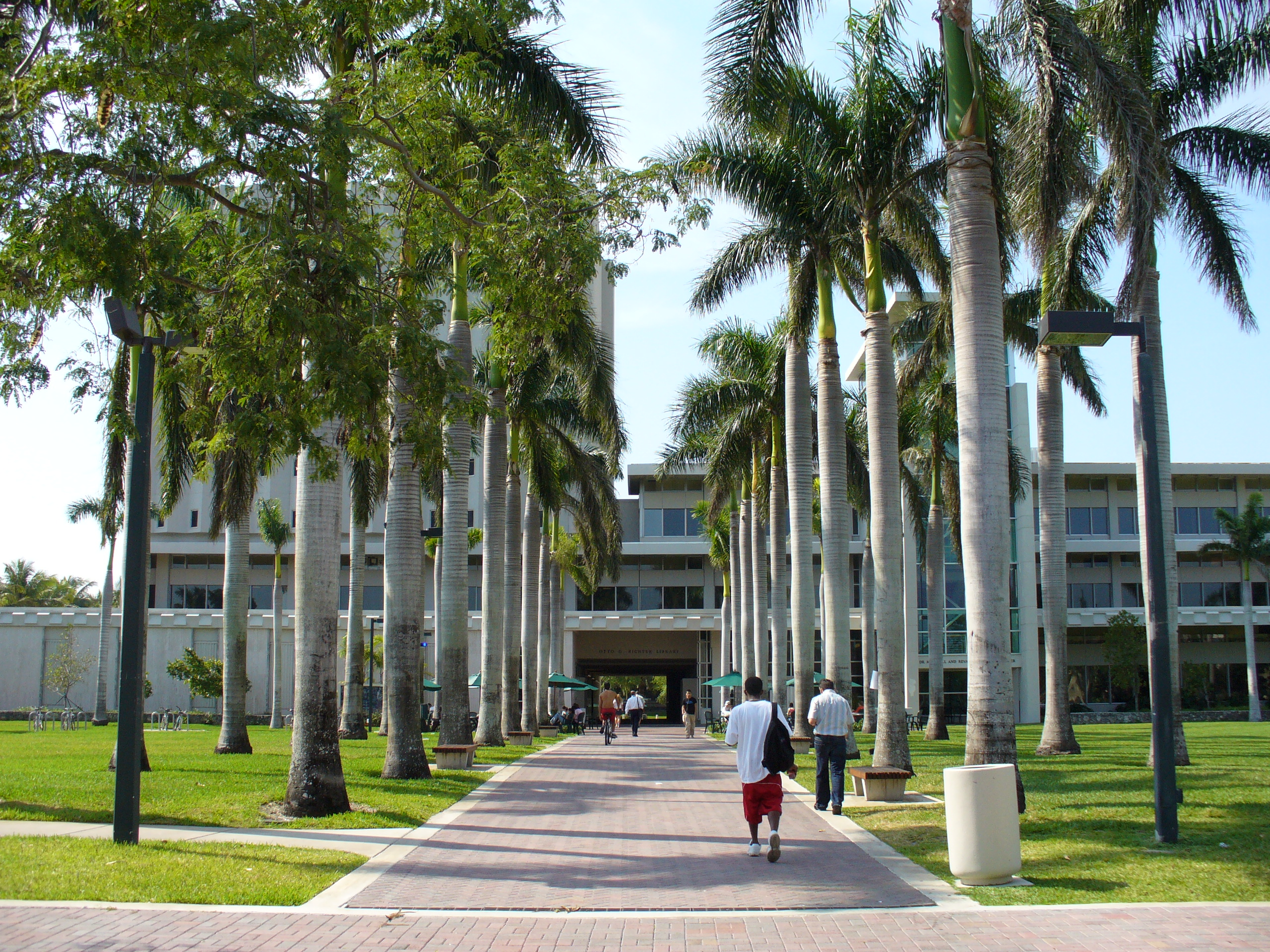
دانشگاه میامی
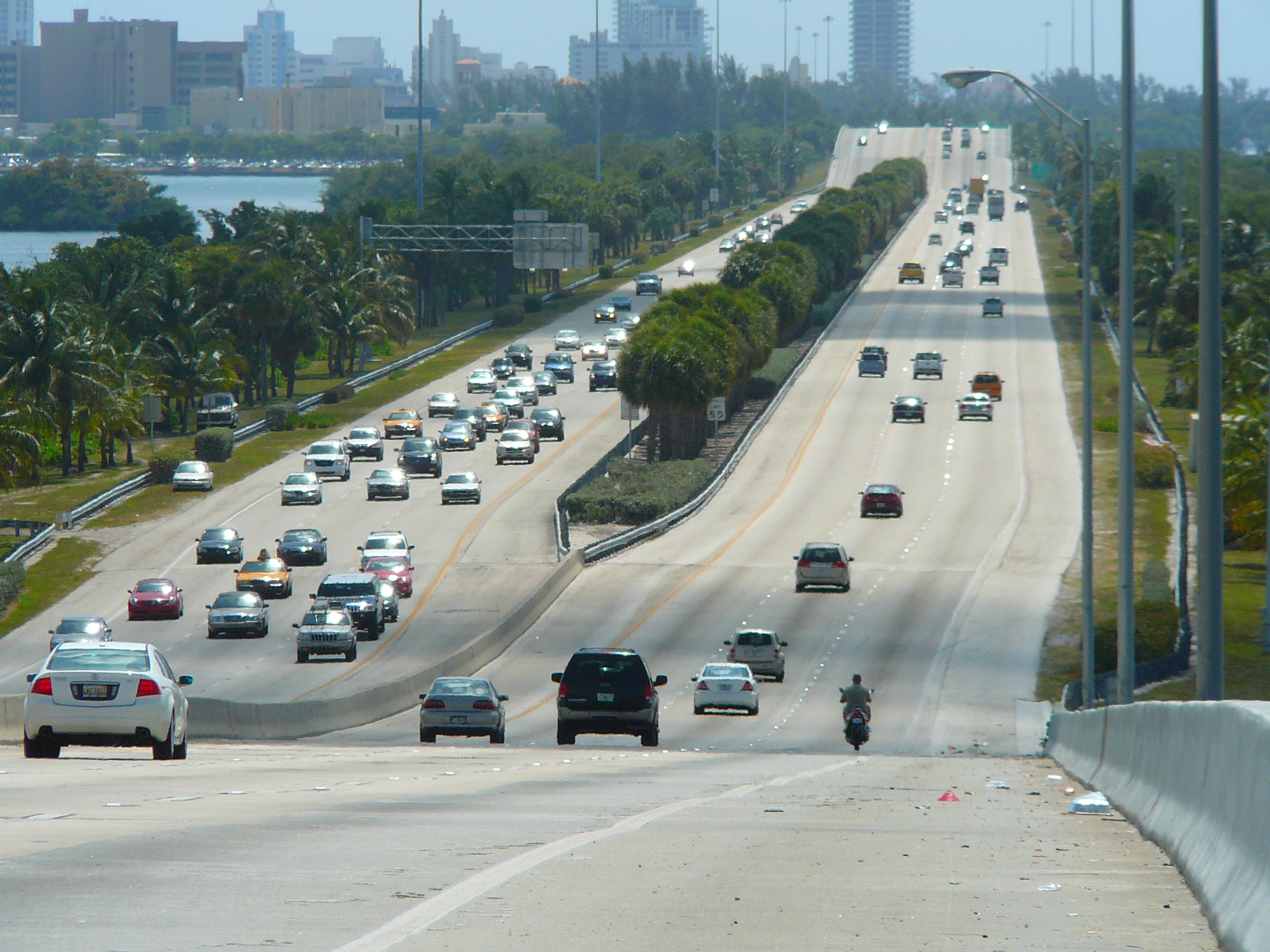
گذرگاه جولیا تاتل بین میامی و ساحل میامی وصل می‌شود
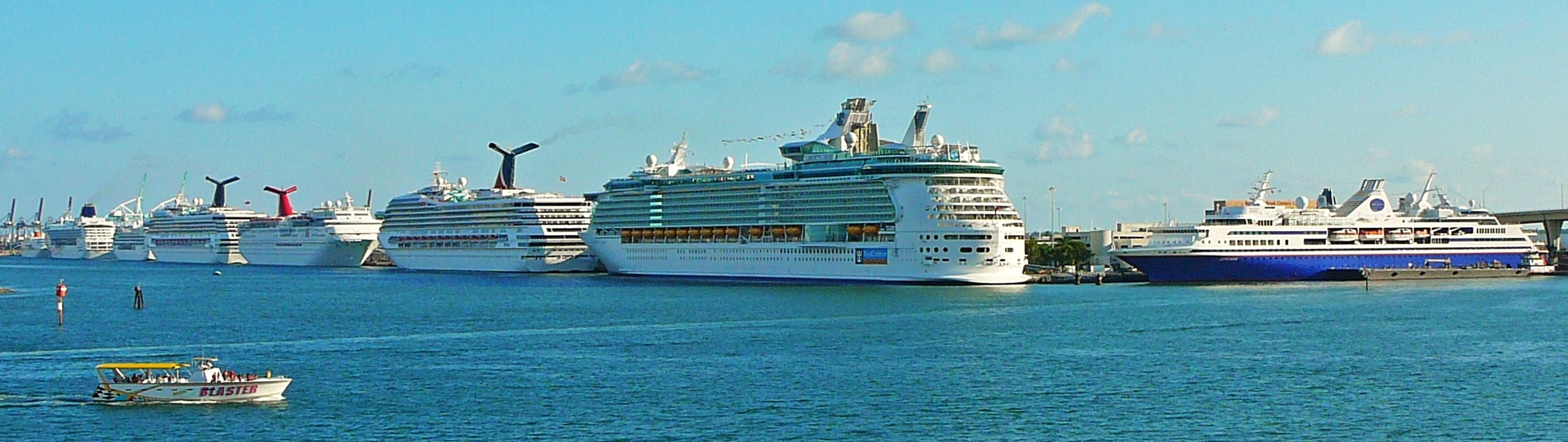
بندر میامی پرجمعیت‌ترین بندر کشتی کروز است
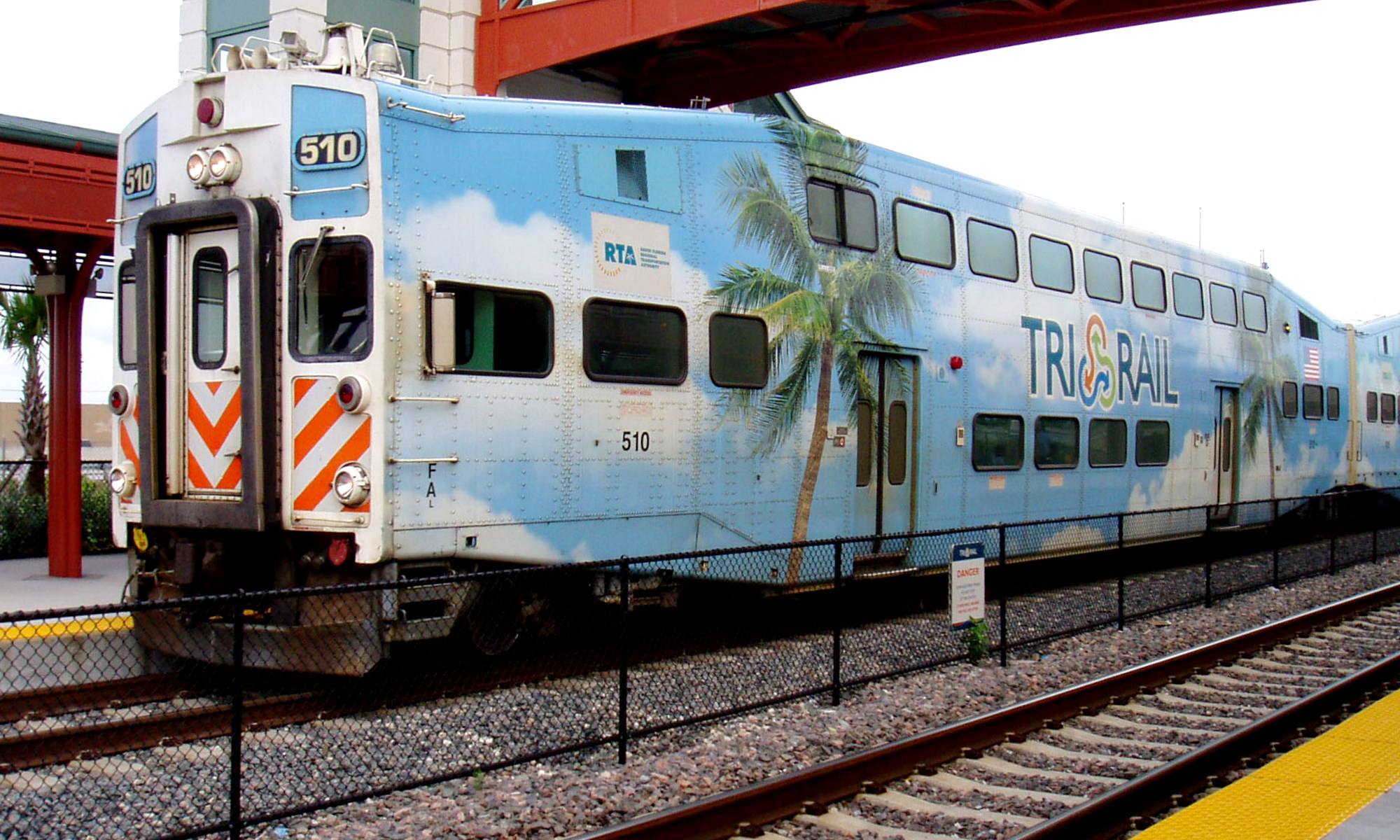
سیستم راه آهن مسافری میامی، از شمال به جنوب سه شهرستان را به هم متصل می‌کند
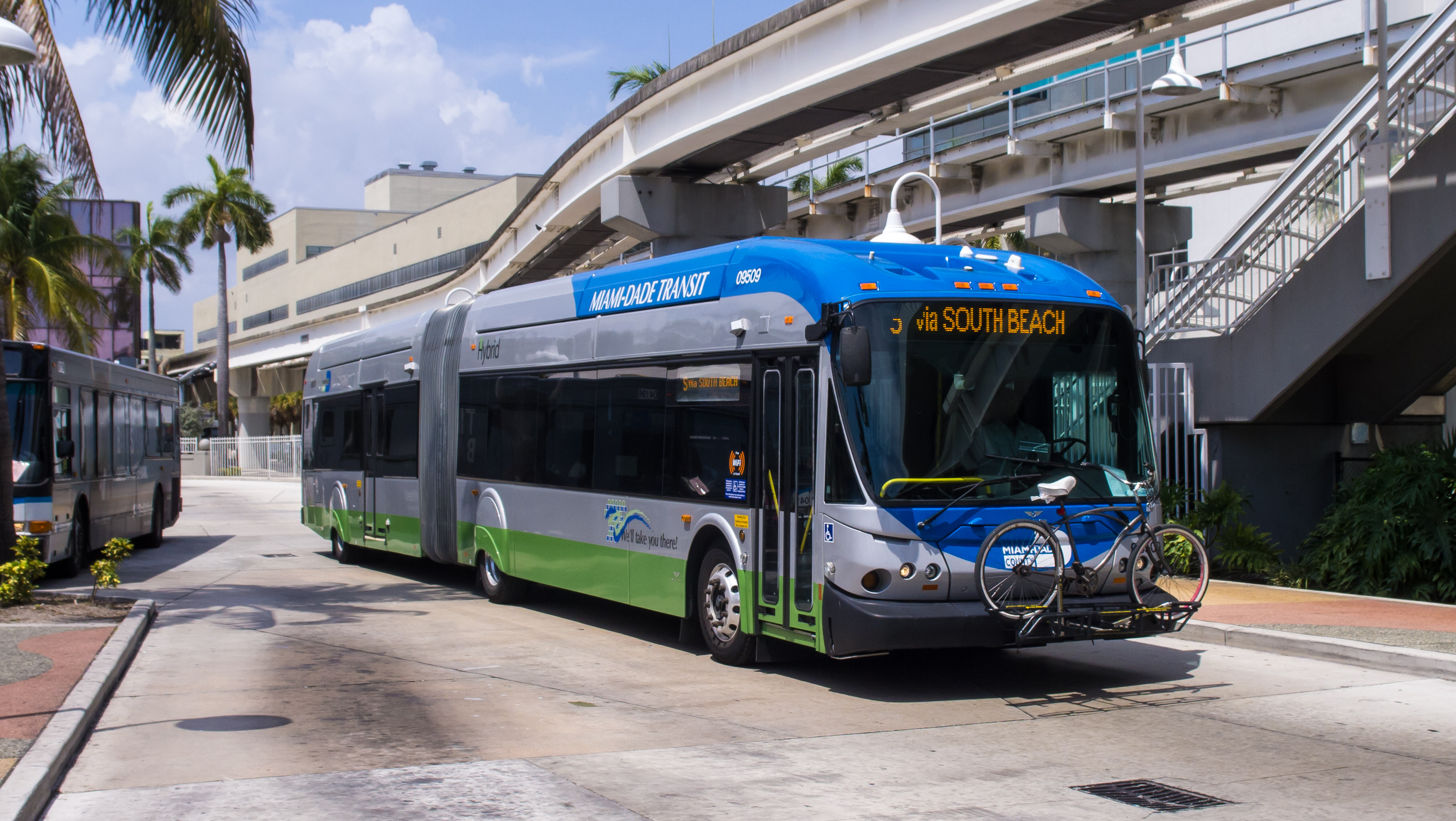
اتوبوس مترو(میامی -دید) در خدمت همه ایالت میامی- دید است
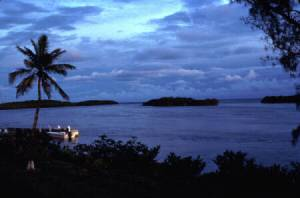
نمایی از پارک ملی بیسکین در شهرستان میامی-دید
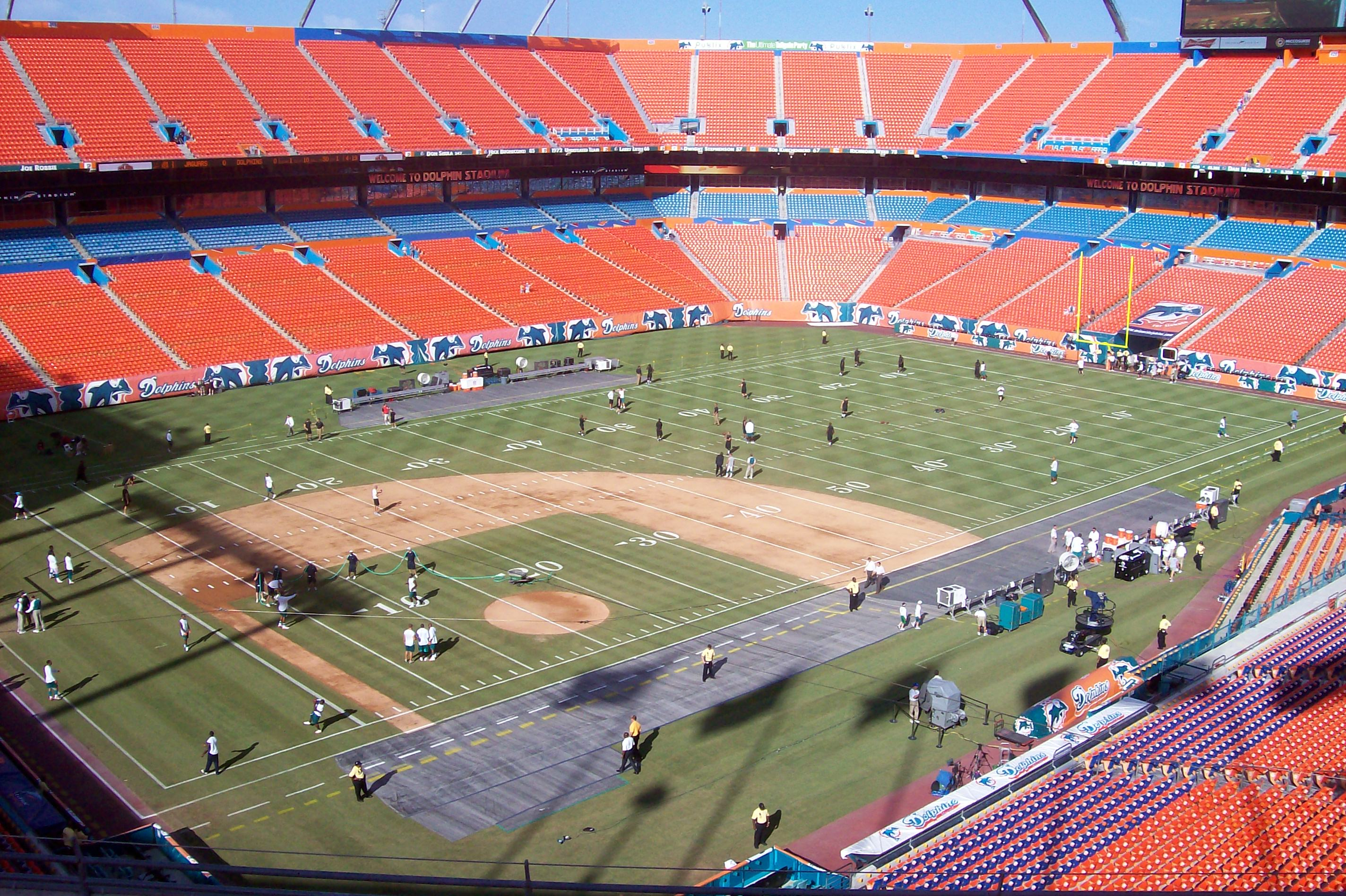
استادیوم هارد راک، خانه دلفین‌های میامی و میزبان تیم فوتبال طوفان میامی است
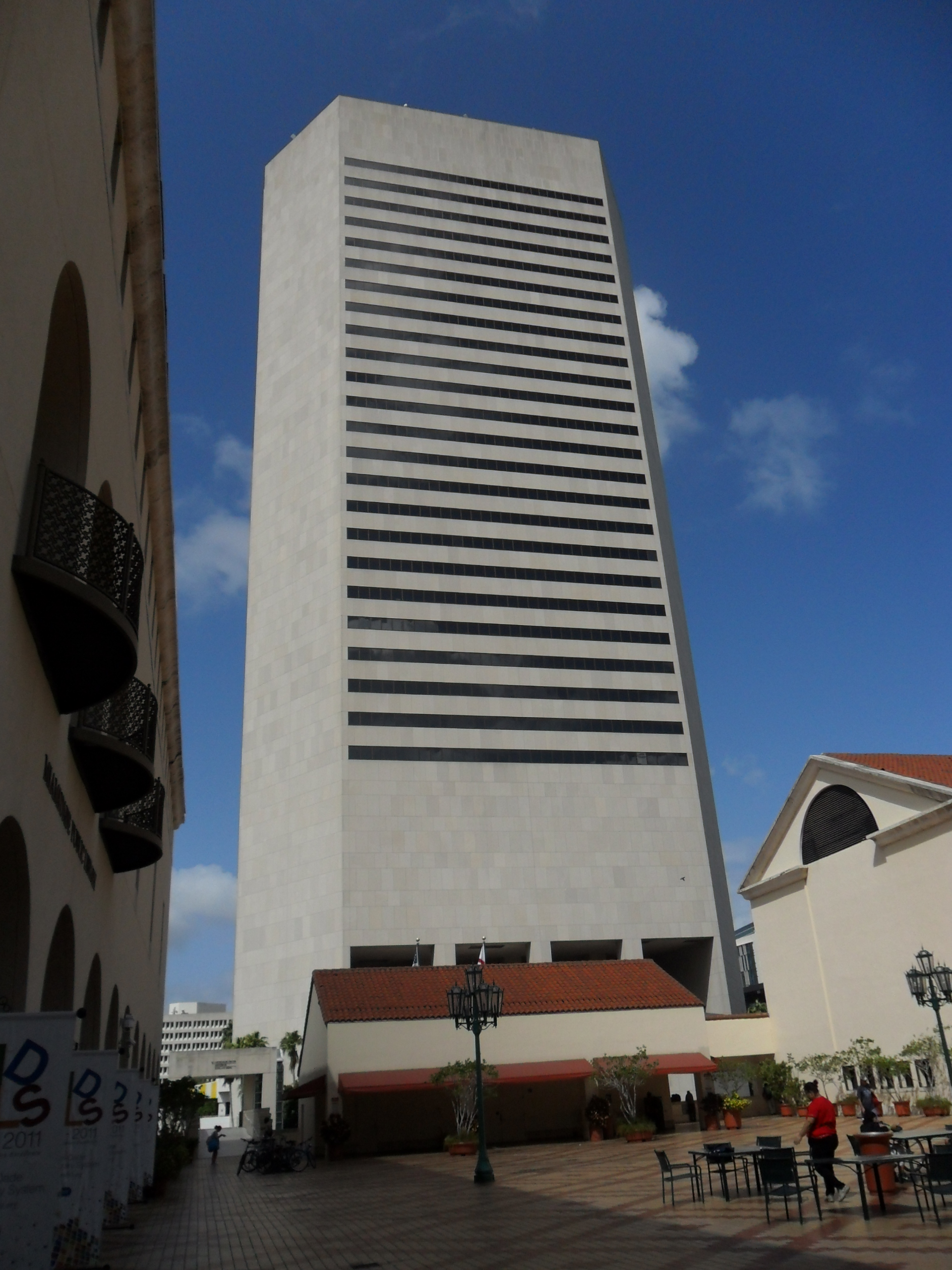
مرکز دولتی استفان کلارک در مرکز شهر میامی، مقر اصلی شهرستان میامی دید است
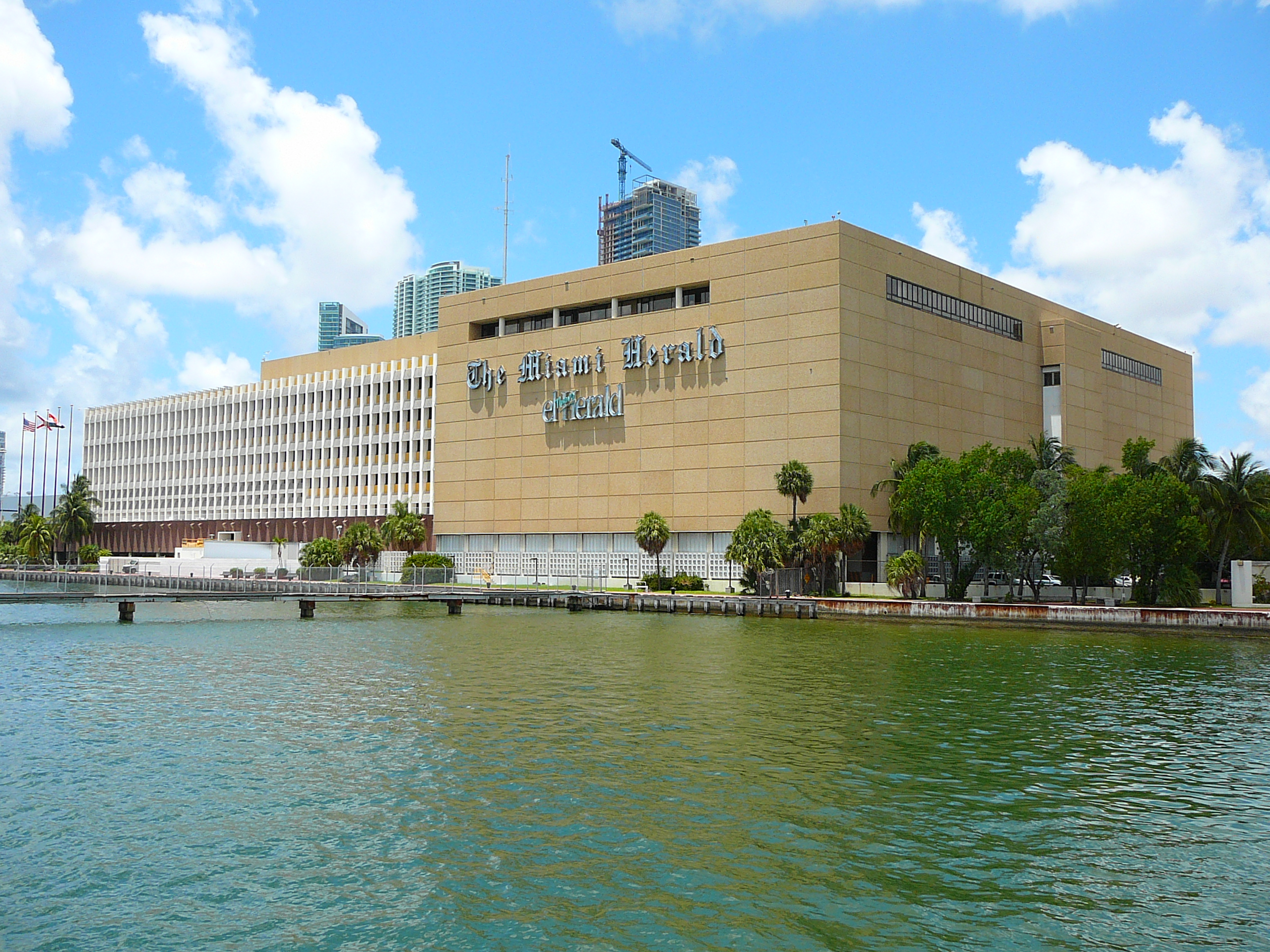
ستاد پیشین «میامی هرالد» در مرکز شهر میامی است.  میامی هرالد  بزرگترین روزنامه در فلوریدا جنوبی است.